# Slovenja vas
Slovenja vas – wieś w Słowenii, w gminie Hajdina. W 2018 roku liczyła 551 mieszkańców.